# Hans Goldschmidt (kemist)
Johann Wilhelm "Hans" Goldschmidt, född 18 januari 1861 i Berlin, död 21 maj 1923 i Baden-Baden, var en tysk kemist. Han var son till Theodor Goldschmidt.
Goldschmidt var uppfinnare av "aluminotermin", en metod för uppvärmning utan tillförsel av värme utifrån, som används vid svetsning av spårvägsräls och dylikt på plats (även kallad termitprocessen).